# Jerome Karle
Jerome Karle (nato Jerome Karfunkle) (New York, 18 giugno 1918 – Annandale, 6 giugno 2013) è stato un chimico e cristallografo statunitense, vinse nel 1985 il Premio Nobel per la chimica insieme a Herbert A. Hauptman per i loro successi nello sviluppo dei metodi diretti per la determinazione delle strutture dei cristalli.

## Biografia

### Infanzia ed educazione
Karle è nato a New York City, il 18 giugno 1918, figlio di Sadie Helen (Kun) e Louis Karfunkle. Nasce in una famiglia di immigrati ebrei polacchi, con un forte interesse per le arti. Da giovane suonò il piano e partecipò a una serie di concorsi, ma era molto più interessato alla scienza.  Ha frequentato la Abraham Lincoln High School di Brooklyn e in seguito si è unito ad Arthur Kornberg (insignito del Nobel per la medicina nel 1959) e Paul Berg (vincitore in Chimica nel 1980), come diplomati della scuola per vincere i premi Nobel. Da giovane, Karle amava la pallamano, il pattinaggio sul ghiaccio, il calcio tattile e il nuoto nel vicino Oceano Atlantico.
Ha iniziato il college all'età di 15 anni e ha conseguito la laurea di primo livello al City College di New York nel 1937, dove ha seguito corsi aggiuntivi di biologia, chimica e matematica oltre al curriculum richiesto. Ha conseguito un master presso l'Università di Harvard nel 1938, dopo essersi laureato in biologia.
Volendo raccogliere fondi per i suoi studi, Karle lavorò ad Albany (New York) presso il Dipartimento della Salute dello Stato di New York, dove ha sviluppato un metodo per misurare i livelli di fluoro disciolto, una tecnica che sarebbe diventata uno standard per la fluorizzazione dell'acqua.
Si iscrisse all'Università del Michigan nel 1940 e incontrò la sua futura moglie, Isabella Lugoski, che era seduta a una scrivania adiacente durante il suo primo corso di chimica fisica. I due si sposarono nel 1942. Entrambi furono supervisionati nel loro dottorato di ricerca dal chimico fisico Lawrence Brockway. Sebbene Karle abbia completato i suoi studi nel 1943, ottenne il dottorato di ricerca l'anno successivo.
Jerome Karle è stato presidente sia dell'American Crystallographic Association (ACA) (1972) che dell'IUCr (1981-1984), nonché co-destinatario del Premio Nobel per la Chimica nel 1985 per il suo lavoro sui metodi diretti. Tra i molti altri riconoscimenti ricevuti per il suo lavoro, è stato insignito alla National Academy of Sciences nel 1976, al Golden Plate Award dell'American Academy of Achievement nel 1986, e all'American Philosophical Society nel 1990.

## Ricerche e premio Nobel
A partire dal 1943, dopo aver completato gli studi universitari, Karle ha lavorato al Progetto Manhattan presso l'Università di Chicago con sua moglie, la dottoressa Isabella Karle, una delle più giovani scienziate e tra le poche donne presenti nel progetto. Nel 1944, tornarono all'Università del Michigan, dove Karle lavorò a un progetto per il laboratorio di ricerca navale degli Stati Uniti. Nel 1946 si trasferirono a Washington, per lavorare per il Naval Research Laboratory.

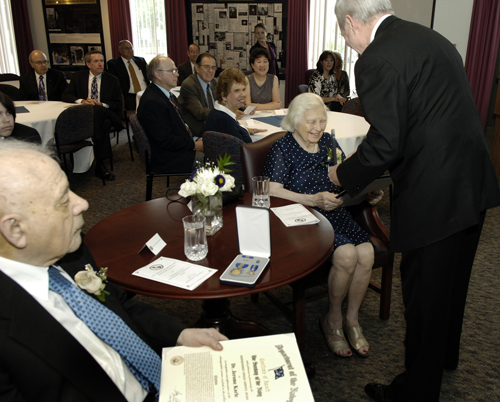
Jerome (a sinistra) e Isabella Karle (seduta al centro) alla cerimonia del loro pensionamento nel 2009

Karle e Herbert A. Hauptman hanno ricevuto il Premio Nobel per la Chimica nel 1985 per il loro lavoro nell'uso delle tecniche di diffusione dei raggi X per determinare la struttura dei cristalli, una tecnica che viene utilizzata per studiare le caratteristiche biologiche, chimiche, metallurgiche e fisiche. Sono stati in grado di impiegare l'equazione di Sayre nella struttura centrosimmetrica, sviluppando i cosiddetti metodi diretti. Isolando la posizione degli atomi in un cristallo, è possibile determinare la struttura molecolare del materiale studiato, consentendo di progettare processi per duplicare le molecole studiate. Questa tecnica ha svolto un ruolo importante nello sviluppo di nuovi prodotti farmaceutici e altri materiali sintetizzati.
Karle e sua moglie si sono ritirati dal US Naval Research Laboratory il 31 luglio 2009, dopo un totale di 127 anni di servizio al governo degli Stati Uniti, con Karle che si è unito all'NRL nel 1944 e sua moglie due anni dopo. Al momento della sua partenza dal servizio governativo, Karle ha ricoperto la cattedra di scienza come capo scienziato del laboratorio per la struttura della materia. Alle cerimonie di pensionamento per Karle ha partecipato il Segretario della Marina degli Stati Uniti Ray Mabus, che ha consegnato alla coppia il Department of the Navy Distinguished Civilian Service Award, la più alta forma di riconoscimento della Marina per i dipendenti civili.

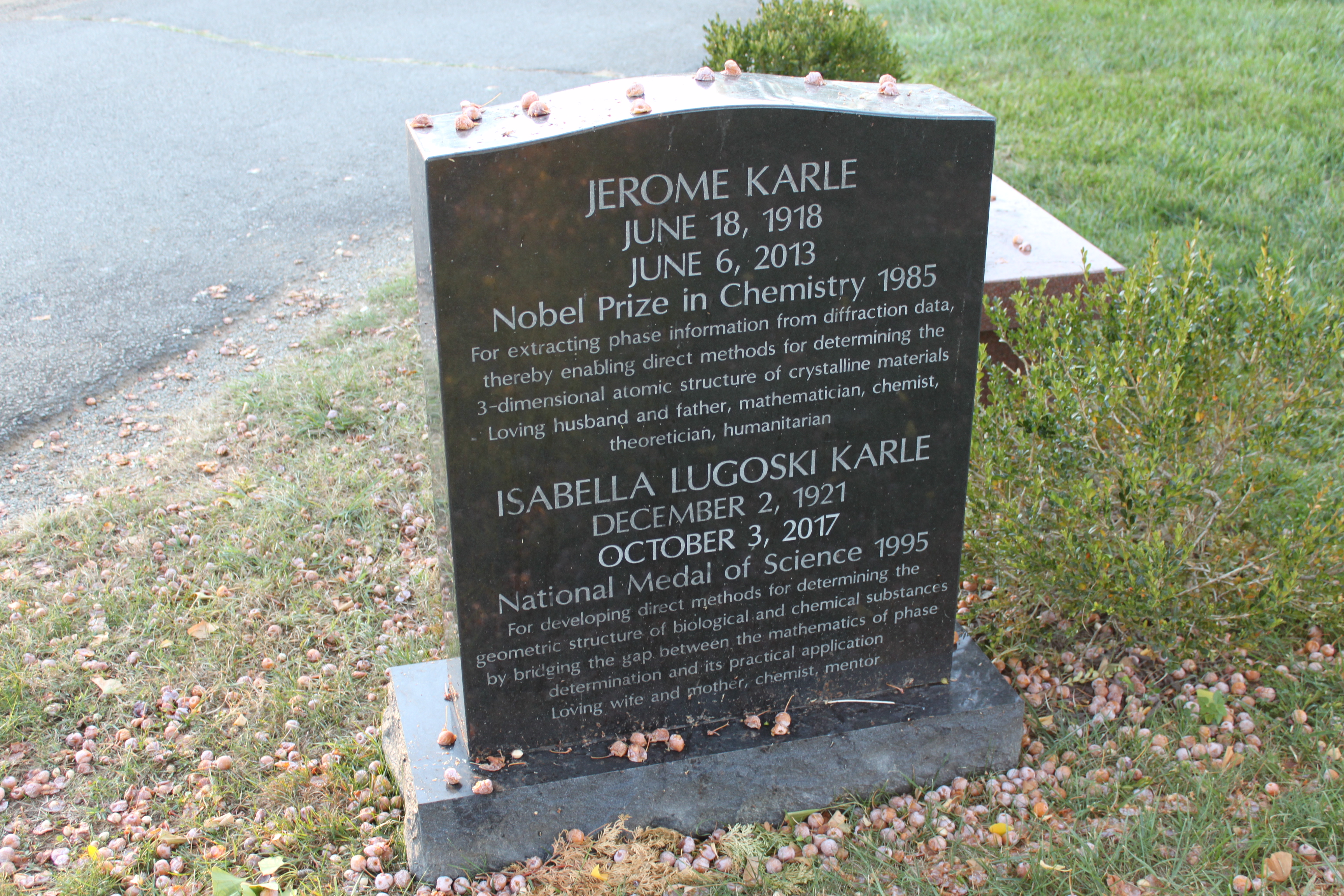
Tomba di Karle e di sua moglie al Columbia Gardens Cemetery

Karle è morto di cancro al fegato al Leewood Healthcare Center di Annandale, Virginia, dodici giorni prima di quello che sarebbe stato il suo 95º compleanno.

## Vita privata
Karle fu sposato con Isabella Karle (1921-2017) dalla quale ha avuto tre figlie, che lavorano tutte in ambito scientifico:
Louise Karle (nata nel 1946) è una chimica teorica; Jean Karle (nato nel 1950) è un chimico organico; Madeleine Karle (nata nel 1955) è una specialista in musei con esperienza nel campo della geologia.